# .pk
.pk는 파키스탄의 인터넷 국가 코드 최상위 도메인이다. PKNIC는 'pk' 도메인 이름 관리를 담당하도록 파키스탄 정부가 승인한 유일한 조직이다. PKNIC는 1992년 6월 설립된 비영리, 비법정, 회원 기반 법인이다.

## 도메인 분류
- .pk: 국내외 개인이나 단체 등 누구나 이용 가능
- .com.pk: 파키스탄에 등록된 상업 법인
- .org.pk: 비영리 단체
- .net.pk: 네트워크 서비스 제공업체
- .edu.pk: 교육 기관
- .res.pk: 연구 기관
- .gov.pk: 파키스탄 정부의 연방 부처
- .mil.pk: 파키스탄 군사 조직
- .gok.pk: 아자드 잠무 및 카슈미르 정부의 영토 부처 및 부서
- .gob.pk: 발루치스탄 정부의 지방 부처 및 부서
- .gkp.pk: 카이베르파크툰크와주 정부의 지방 부처 및 부서
- .gop.pk: 펀자브 정부의 지방 부처 및 부서
- .gos.pk: 신드 정부의 지방 부처 및 부서
- .gog.pk: 길기트발티스탄 정부의 영토 부처 및 부서
- .ltd.pk: 유한 회사
- .web.pk: 개별 웹사이트
- .fam.pk: 가족 및 개인
- .biz.pk: 일반사업, 판촉사업

## 같이 보기
- 국제화 도메인 네임